# Agighiol
Agighiol, auch Adzigiol [aʒigjol], ist ein See- und Luft-Kurbad im Südosten Rumäniens im Kreis Tulcea. Es ist Teil der Gemeinde Valea Nucarilor.
Der Ort liegt in einem Naturschutzgebiet und ist eine bedeutende Fossilienfundstelle, die zum paläontologischen Schutzgebiet erklärt wurde.

## Geschichte
Anfang Dezember 2005 wurde Agighiol zusammen mit einem weiteren Dorf wegen Verdachts auf Vogelgrippe unter Quarantäne gestellt, und eine Notschlachtung wurde durchgeführt.

## Archäologie
Bei Ausgrabungen wurde ein Kammergrab eines thrakischen Fürsten aus dem Anfang des 4. Jahrhunderts v. Chr. gefunden. Das Grab befindet sich unter dem zentralen Siedlungshügel in dem Ort. Zu der reichen Ausstattung des Fürstengrabes gehörten Beinschienen und Schmuck aus Gold und Silber, sowie attisch-rotfigurige Keramik. Die Funde gehören zu den ältesten Beispielen thrakischer Kunst.
Im September 2001 konnten die Funde in einer Ausstellung thrakischer und keltischer Kunst im Museum Hochdorf auch in Deutschland besichtigt werden.